# Ullensaker
Ullensaker es un municipio de la provincia de Akershus, Noruega. Forma parte del distrito de Romerike. Su centro administrativo del municipio es la ciudad de Jessheim. Su población es de 33 310 habitantes según el censo de 2015. El aeropuerto de Oslo-Gardermoen, que es el mayor aeropuerto internacional de Noruega, se encuentra en Ullensaker. También existe una base del Real Ejército Noruego en Sessvollmoen y una base de la Real Fuerza Aérea Noruega en Gardermoen.

## Información general

### Nombre
El municipio —originalmente una parroquia— fue denominado en referencia a una antigua granja llamada Ullensaker —en nórdico antiguo: Ullinshof—, ya que la primera iglesia fue construida allí. El primer elemento es el genitivo del nombre Ullinn —una variante de Ullr—. El último elemento originalmente era hof que significa «templo», pero hacia 1500 fue modificado a aker, que significa «acre» o «campo agrícola».

### Escudo
Si bien Ullensaker no tiene un escudo asignado de manera oficial, el municipio utiliza un distintivo no heráldico moderno.  El logotipo fue adoptado en 1979, y muestra al dios Ullr de la mitología noruega sosteniendo un arco y tres flechas.

## Geografía
Ullensaker limita al norte con Eidsvoll, por el este con Nes, con Sørum al sur, y con Gjerdrum y Nannestad por el oeste. Posee dos grandes aglomerados urbanos: las villas de Kløfta y Jessheim, esta última aloja al centro administrativo de Ullensaker.

## Sociedad
Desde la década de 1960 hasta principios del siglo XXI Ullensaker ha tenido un importante crecimiento de su población. Desde el año 2000 al 2007, la población de Ullensaker aumentó en 6000 personas. Este incremento reciente se debe en gran medida al establecimiento del aeropuerto internacional de Oslo.